# Kaczewo
Kaczewo – wieś w Polsce położona w województwie kujawsko-pomorskim, w powiecie radziejowskim, w gminie Piotrków Kujawski.

## Podział administracyjny
W latach 1975–1998 miejscowość administracyjnie należała do województwa włocławskiego.

## Demografia
Według Narodowego Spisu Powszechnego (III 2011 r.) liczyła 65 mieszkańców. Jest 28. co do wielkości miejscowością gminy Piotrków Kujawski. Wieś sołecka – zobacz jednostki pomocnicze gminy Piotrków Kujawski w BIP.

## Historia
Kaczewo jako wieś czynszowa należała do biskupów kujawskich. W wieku XVIII należało Kaczewo do katedry włocławskiej, za czasów pruskich przyłączone do amtu w Jeżycach. Rząd pruski skasował robociznę i zamienił ją na czynsz; prócz tego dał przywilej na pędzenie gorzelni ze zboża własnego i kupnego.

## Grupy wyznaniowe
W Kaczewie była niegdyś samodzielna parafia. Do nieistniejącej obecnie parafii należały niegdyś wsie: Kaczewo, Wąsewo, Rogalin, Czarnotka, Świątniki, Świsz, Zagorzyce i Złotniki. W czasie reformacji kościół podupadł i w XVI wieku wieś przyłączona została do parafii w Piotrkowie.